# エウンズ・コツゼ
エウンズ・コツゼ（Theuns Kotzé、1987年7月16日 - ）は、ナミビアの元ラグビーユニオン選手。

## プロフィール
- ナミビア(当時は南アフリカ共和国)・カラスバーグ出身[1]。
- ポジションはスタンドオフ(SO)、フルバック(FB)。
- 身長 181cm、体重 90kg
- ナミビア代表通算キャップ数は40でラグビーワールドカップ2011・ラグビーワールドカップ2015のナミビア代表に選ばれた[2]。

## 略歴
レパーズ、ウェルウィッチアス、SWDイーグルス、エクス、USブレッサンヌ、ボーダー・ブルドッグスを経て、2017年、ウェルウィッチアスに復帰。
2018年、現役を引退した。